# Poljica (żupania zadarska)
Poljica – wieś w Chorwacji, w żupanii zadarskiej, w gminie Vrsi. W 2011 roku liczyła 426 mieszkańców.